# Еберхард II фон Лимбург
Еберхард II фон Лимбург (на немски: Eberhard II von Limburg; * пр. 1333; † 11 ноември 1344 или ок. 1354) е граф на Графство Лимбург и рицар.
Той е син на граф Дитрих III фон Лимбург († 1364) и съпругата му Ирмгард фон Грайфенщайн († 1324), вдовица на Хайнрих Хилдегер Бирклин, патриций от Кьолн († сл. 1294), дъщеря на Крафто фон Грайфенщайн († 1326). Внук е на граф Еберхард I фон Лимбург-Щирум († сл. 1304) и Агнес († сл. 1298).
Братята му са Дитрих († ок. 1338), Хайнрих († ок. 1324) и Крахт († ок. 1350). Баща му се жени втори път пр. 1333 г. за Елизабет фон Щрюнкеде († сл. 1349).

## Фамилия
Еберхард II се жени през 1335 г. за Юта фон Сайн-Сайн († сл. 1380), дъщеря на граф Йохан I фон Сайн († 1324) и втората му съпруга Кунигунда фон Нойербург († ок. 1347). Те имат два сина:
- Дитрих IV фон Лимбург-Бройч († 1400), граф на Хоен-Лимбург, господар на Бройч, женен на 3 юли 1371 г. за Лукардис фон Бройч († 1412)
- Йохан фон Лимбург († 1410/1411), господар на Лимбург, женен ок. 1365 г. за Перонета ван Летмате († сл. 1387)